# Schoonderloo

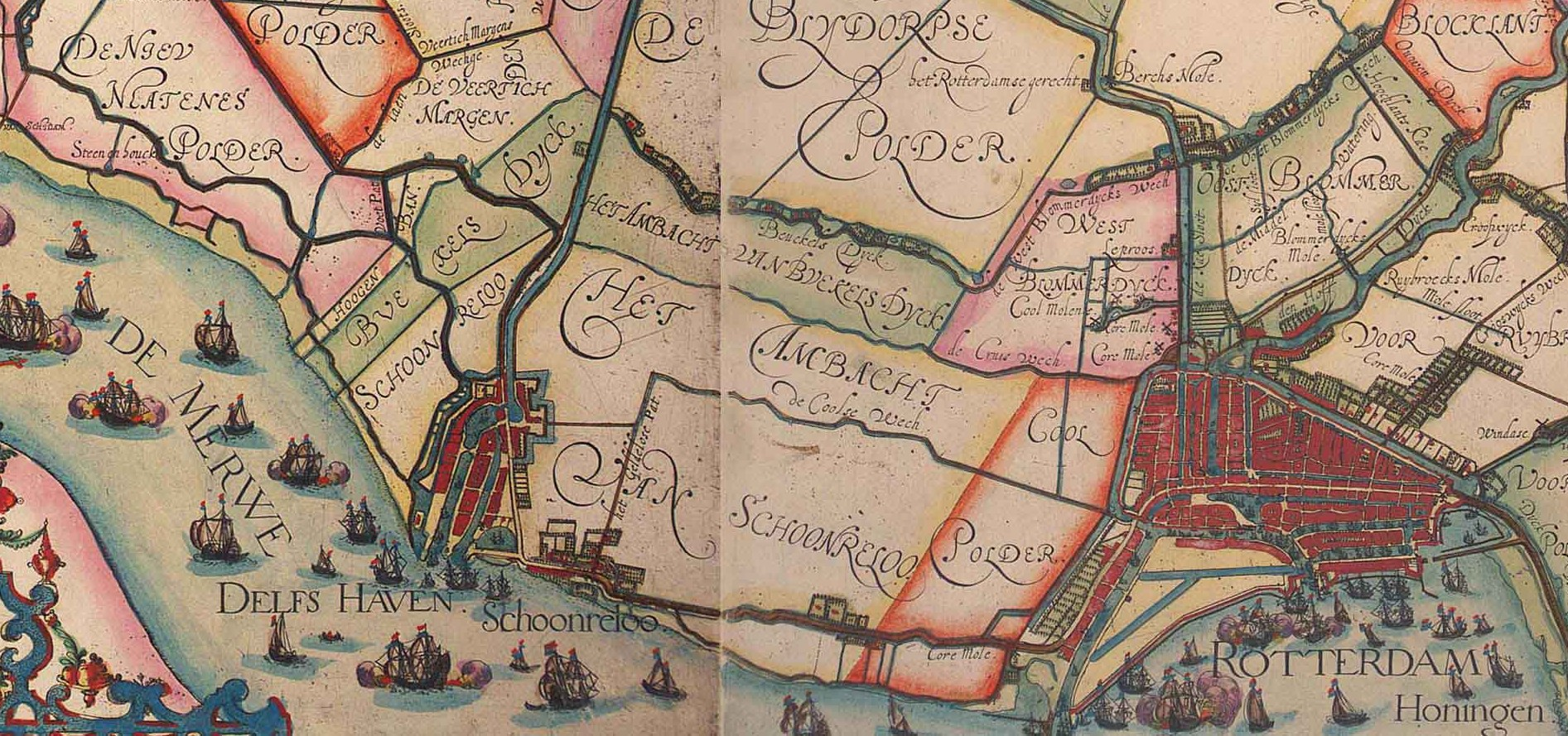
Historische kaart 1611

Schoonderloo is een inmiddels verdwenen ambacht en gelijknamig dorpje tussen Delfshaven en Rotterdam. Het dorpje bevond zich aan de noordzijde van Schielands Hoge Zeedijk, ongeveer ter hoogte van de huidige Pieter de Hoochweg, een paar honderd meter ten oosten van de oude havenmond van Delfshaven. Het ambacht besloeg globaal het gebied ten westen van de Coolsingel, ten zuiden van de Beukelsdijk en ten oosten van het huidige Marconiplein. 

## Geschiedenis
In 1170 werd het zuidelijke rivierengebied op Allerheiligen getroffen door een zware overstroming. Archeologisch onderzoek heeft uitgewezen dat de aangrenzende nederzetting Rotta als gevolg van deze ramp ten onder ging. Logischerwijs gesproken werd het grondgebied van het twee kilometer westelijker gelegen latere Schoonderloo op identieke wijze getroffen. Rond 1200 werd de toenmalige Zeedijk naar het zuiden verlegd. De nieuwe zeedijk (de huidige Beukelsdijk) kwam ongeveer een kilometer ten noorden van het latere dorp Schoonderloo te liggen. 
Reeds kort na deze bedijking moet het dorpje en het ambacht Schoonderloo zijn ontstaan. Al vrij snel werd door de bewoners van Schoonderloo een kapel opgericht, de Sint Jobskapel. Deze kapel werd begin 20e eeuw, ten tijde van de aanleg van de Sint Jobshaven afgebroken. Op deze plaats staat nu het Rotterdamsch Lyceum. In 1249 wordt een parochie Schoonderloo (Scoenreloe) genoemd. Zo rond 1260, tijdens het bewind van Aleid van Holland naderde de aanleg van het westelijk gedeelte van de huidige Schielands Hoge Zeedijk (ongeveer vanaf Kralingen naar het westen) zijn voltooiing. Dit werk was in 1250 begonnen op initiatief van haar broer Willem II van Holland. Schoonderloo was nu veel beter beschermd tegen het water. De kerk van Schoonderloo wordt in 1276, vlak na aanleg van deze zeedijk voor het eerste genoemd, aangezien er in dat jaar sprake is van een 'presbyter de Sconreloe'. 
Het ambacht Schoonderloo kwam aan het einde van de 13e eeuw in handen van de Heren van Putten. Deze verkopen het ambacht in 1318 aan de Heer van Voorne, waarna het ambacht Schoonderloo voor 1332 in handen komt van het grafelijk huis van Holland. Uit de grafelijke rekeningen blijkt dat er in Schoonderloo werd gevist en dat er herbergen waren. Ook was er in de haven een veer naar Katendrecht. 
Na de aanleg in 1389 van de Schie tussen Delft en de toenmalige Merwede (de tegenwoordige Nieuwe Maas) begon het nieuw gestichte Delfshaven het dorp Schoonderloo al snel te overvleugelen. Vooralsnog maakten de Delfshavenaren kerkelijk deel uit van de parochie van Schoonderloo. Wel verrees er in 1417 aan de Kolk, in het hart van Delfshaven, een kapel, die gewijd werd aan de Heilige Antonius. In 1506 werd deze kapel van de Heilige Antonius tot parochiekerk verheven. De voormalige kerk van Schoonderloo bleef als kapel in gebruik. 
Tijdens de Jonker Fransenoorlog, een fase in de Hoekse en Kabeljauwse twisten, werden in 1488 zowel het dorp Schoonderloo als het aangrenzende Delfshaven door Hoekse troepen onder leiding van jonker Frans van Brederode vrijwel volledig verwoest. Van Brederode was bezig met een poging om Schiedam te veroveren. Een kleine eeuw later, in de beginfase van de Tachtigjarige Oorlog werd het dorp in 1572 opnieuw in brand gestoken, nu door Spaansgetrouwe troepen onder leiding van de Henegouwse graaf Bossu.
Twee jaar later, in 1574 werden Schielands Hoge Zeedijk op zestien plaatsen geslecht met als doel de zee en het rivierwater in het zuiden van het graafschap Holland vrij spel te geven. Door de waterschappen Schieland en Rijnland onder water te zetten wilde men de Spanjaarden dwingen het beleg van Leiden af te breken. Een van deze plaatsen waar de dijken werden doorgestoken was ter hoogte van het oude dorp Schoonderloo. Als reden dat de huidige Schoonderloostraat en directe omgeving zo laag gelegen zijn wordt naar deze gebeurtenis verwezen.  
Intussen was het ambacht Schoonderloo na 1555 in eigendom van de stad Delft gekomen. Bij zijn aftreden had keizer Karel V geld nodig om zich in Spanje terug te kunnen trekken. Bij die gelegenheid beleende hij onder andere het ambacht Schoonderloo aan de stad Delft. Aangezien deze lening niet werd terugbetaald, verviel Schoonderloo aan Delft.
In de 17e en 18e eeuw had de kermis van Schoonderloo een slechte naam. Vooral jongeren uit Rotterdam kwamen naar deze kermis, over het grondgebied waarvan het stedelijk bestuur van Rotterdam geen zeggenschap had. Er is wel geopperd dat dit gebruik terugging tot de tijd dat Holland nog rooms-katholiek was. De auteur Jan ter Gouw merkt hier in 1871 het volgende over op.

En vermoedelijk had het uitloopen der Rotterdammers op St. Jobsdag (10 mei) in de 17e eeuw ‘naar Schoonderloo, een gehucht tusschen Rotterdam en Delftshaven, vol kroegen en herbergen, waar zij allerlei ongebondenheden en dartelheden pleegden, 't geen door de Stads-regeering meermalen verboden is op boete en arbitraire correctie, ook een zoodanigen oorsprong.

In recente jaren (rond 2015) wordt de Rotterdamse kermis eind april/begin mei aan de Schiehaven gehouden, vanuit Schoonderloo gezien aan de andere kant van de Westzeedijk.

## Moderne tijd

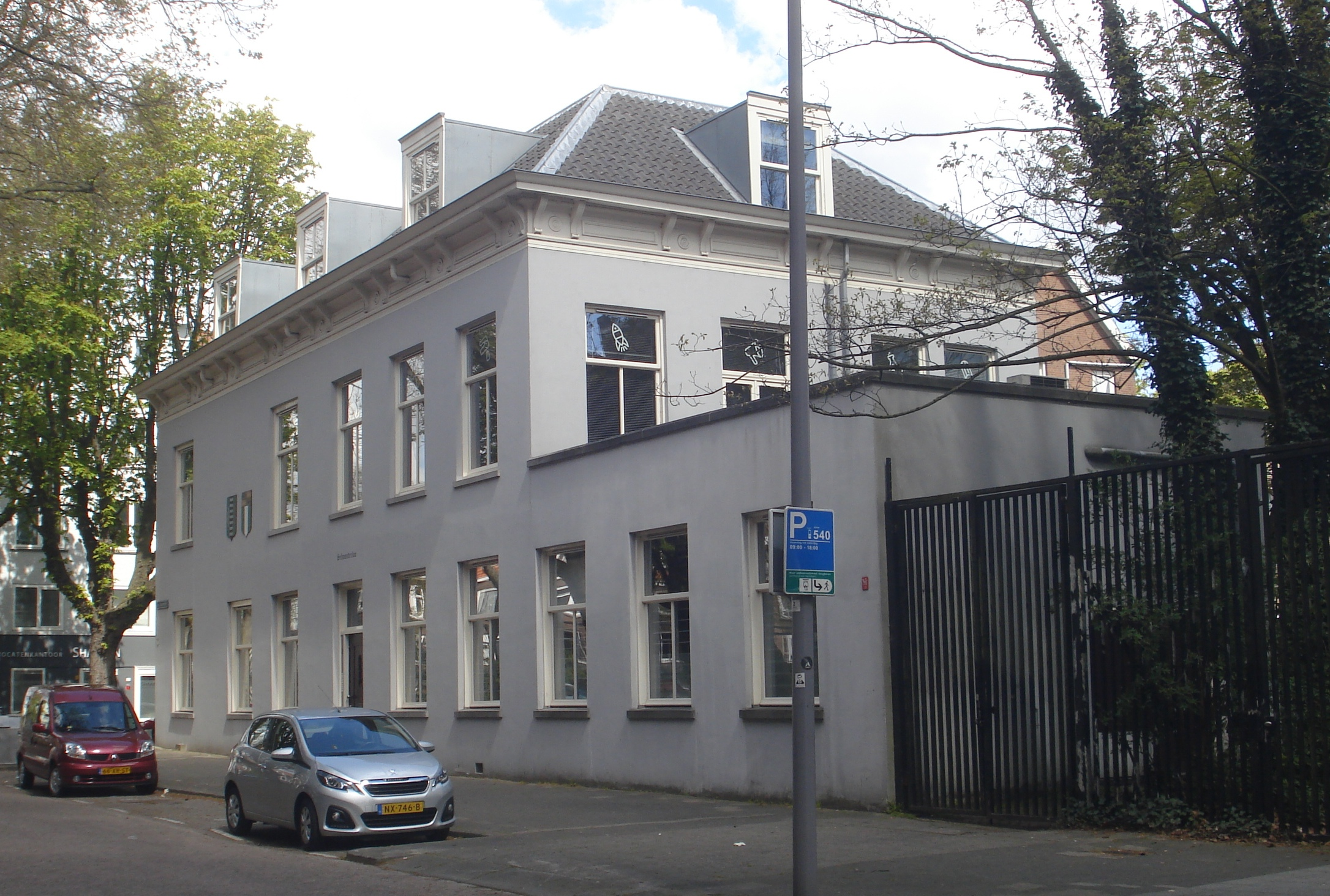
"Huize Schoonderloo" uit de negentiende eeuw is een gemeentelijk monument.

Ten tijde van de Bataafse Republiek werden de ambachten en heerlijkheden opgeheven. Tussen 1795 en 1811 was Schoonderloo een zelfstandige gemeente. Daarna werd het door Delfshaven geannexeerd. Delfshaven is op zijn beurt in 1886 opgegaan in Rotterdam. Westelijk van de Zalmhaven in Rotterdam lag de "Bonte Paal". Deze markering met bijbehorende tol bij de Bonte paal heeft lang de grens gevormd tussen Rotterdam en het ambacht Schoonderloo, na 1795 tussen Rotterdam en gemeente Schoonderloo en van 1811 tot 1886 tussen Rotterdam en de gemeente Delfshaven. 
In de 19e eeuw werden in het gebied buitenverblijven voor rijke Rotterdamse families gebouwd. Een van deze huizen was "Huize Schoonderloo". In de jaren zestig en zeventig was hier de Keuringsdienst van Waren gehuisvest. Na een paar jaar leegstand werd het vervallen pand een aantal jaar (1979-1983) verhuurd aan het kunstenaarscollectief Raket. Onder andere de Rotterdamse punkband Rondos vond hier haar oorsprong.
Begin 20e eeuw (1906-8) werd de oude Sint Jobskapel gesloopt. De stenen zijn gebruikt voor de ophoging van de Schiedamseweg.
De oude begraafplaats van Schoonderloo bevond zich op de hoek van het tegenwoordige Kerkepad en het Sint-Jobspad. Deze begraafplaats is in 1923 geruimd, met uitzondering van de Joodse graven. Tegenwoordig bevindt zich hier een plantsoen, waar de oude Joodse begraafplaats deel van uitmaakt.
De Puntegaalstraat, de plaats waar het voormalige Rotterdamse belastingkantoor staat, is vernoemd naar De Puntegael, de voormalige herberg van Schoonderloo, gelegen op de weg naar Rotterdam.
De huidige Schoonderloostraat droeg voor 1886 de naam Korte en Lange Nieuwstraat. Tot 1927 maakte de Korte Schoonderloostraat deel uit van de Schoonderloostraat. Na de aanleg van de Willem Buytewechstraat, is de naam Schoonderloo gegeven aan het buurtje, waar het vroegere dorp lag. In de Schoonderloostraat bevindt zich een klein stadpark, de "Schat van Schoonderloo", dat is aangelegd op braakliggende grond van de in 1928 gebouwde en in 1975 weer afgebroken rooms-katholieke Petruskerk.

## VOC-schepen
Naar het dorp en het ambacht Schoonderloo zijn twee schepen van de VOC vernoemd. Beide Oostindiëvaarders werden op last van de VOC-Kamer van Delft gebouwd op werven in Delfshaven. Het eerste schip met de naam "Schoonderloo" kwam in 1693 gereed. Het voer tussen 1703 en 1707 twee maal tussen Holland en Batavia heen en weer. In 1716 werd dit schip opgelegd in Batavia Het tweede schip met de naam "Schoonderloo" was vanaf 1779 twaalf jaar bij de VOC in gebruik voordat het in 1792 in Portsmouth werd verkocht.